# David Otunga
David Daniel Otunga, Sr. (né le 7 avril 1980 à Elgin), est un catcheur (lutteur professionnel), un acteur de télé-réalité et un commentateur sportif américain. Il travaillait à la World Wrestling Entertainment dans la division SmackDown comme commentateur.
Durant sa carrière de catcheur, il a fait partie du clan appelé la Nexus, période durant laquelle il devient deux fois champion par équipe de la WWE, une fois avec John Cena et une fois avec Michael McGillicutty.

## Jeunesse
David est le fils d'un Kenyan, Moses, et d'une américaine blanche, Billie,. Il est le benjamin de la famille. Otunga est diplômé de la Larkin High School en 1998. Il obtient un Bachelor's degree en psychologie à l'Université de l'Illinois. Après son diplôme, il va à New York, où il travaille à l'Université Columbia comme responsable de laboratoire du centre de Neurosciences cognitives. Plus tard il est allé à la Harvard Law School, et a passé l'examen du barreau de l'état de l'Illinois. Après cela, il a travaillé dans le cabinet d'avocat de Sidley Austin.

## Carrière dans le catch

### World Wrestling Entertainment (2008-2018)

#### Florida Championship Wrestling (2008-2010)
En novembre 2008, Otunga signe un contrat avec World Wrestling Entertainment et est envoyé à son club-école, la Florida Championship Wrestling. Il fait ses débuts le 29 mai 2009, sous le nom de Dawson Alexander, dans un 6-Man Tag Team match où il fait équipe avec Barry Allen et Jon Cutler pour défaire Abraham Washington, Derrick Bateman et Tonga.

#### WWE NXT (2010)
David Otunga est annoncé en tant que l'un des 8 rookies de la première saison de NXT qui commencera en février 2010. Son mentor est R-Truth. Il participe au premier show de la NXT le 23 février en gagnant rapidement face à Darren Young. Il finit deuxième et ne remporte pas la saison 1 de NXT.

#### The Nexus (2010-2011)

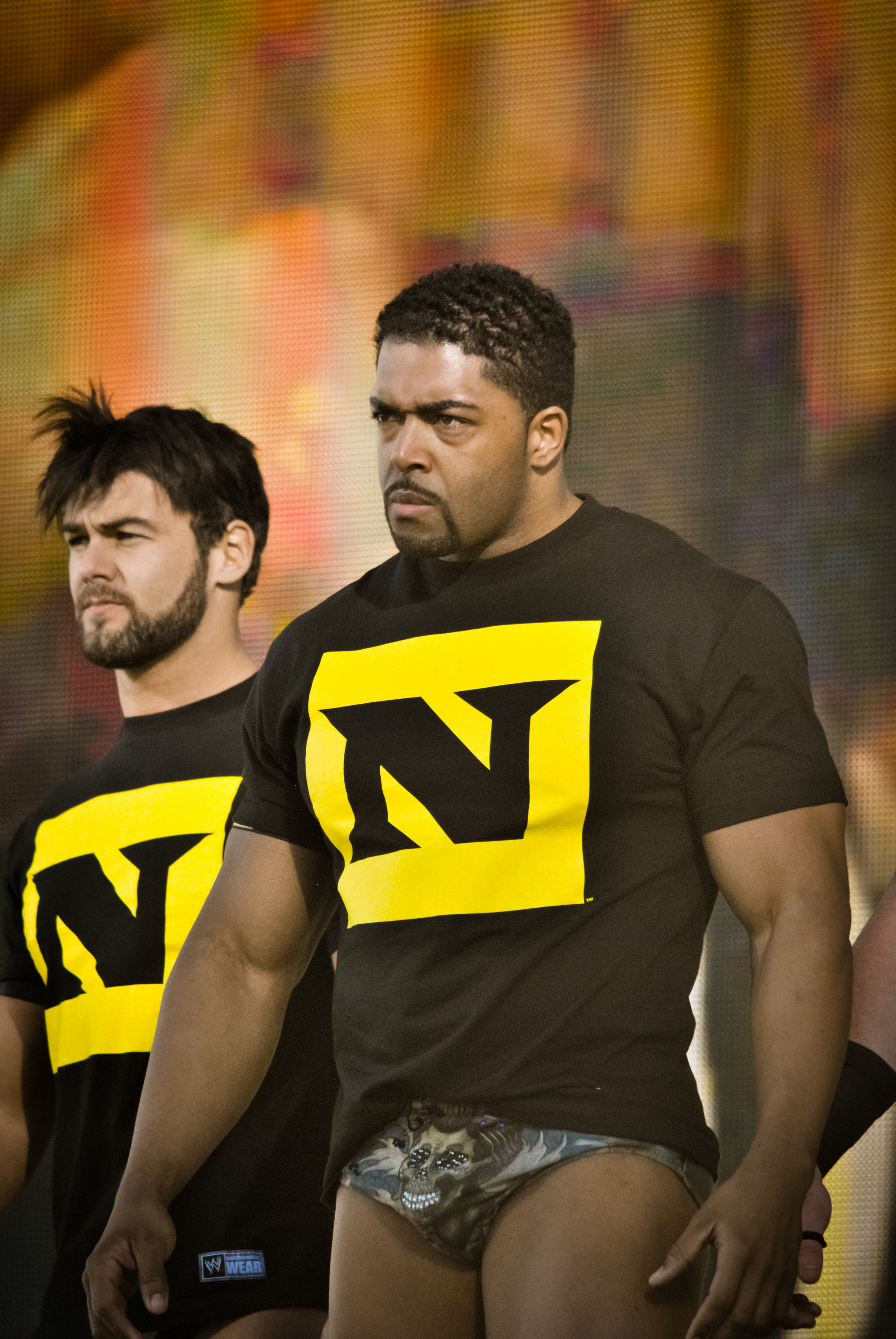
David Otunga (à droite) au Tribute to the Troops 2010

Le 7 juin à Raw, lui et les 7 autres anciens rookies de la NXT interrompent le main-event entre John Cena et CM Punk, attaquent les deux catcheurs et dévastent la salle. Le groupe, qui se fait appeler la Nexus, est dirigé par Wade Barrett. Pendant les semaines qui suivent, le clan continue d'attaquer les catcheurs et les officiels de la WWE, s'occupant principalement d'intervenir pendant les matchs de John Cena. Une rivalité se forme donc entre la Nexus et Cena. Celui-ci décide de détruire la Nexus, en formant une équipe de sept catcheurs, composé de John Morrison, Edge, Chris Jericho, The Great Khali, Bret Hart, R-Truth et lui-même. Les deux équipes s'affrontent dans le main-event de SummerSlam dans un 7 contre 7 à élimination. C'est l'équipe Cena qui sort vainqueur du match.
Lors de Bragging Rights, Otunga gagne avec John Cena (qui est devenu un membre de la Nexus à la suite d'une stipulation spéciale) les Championnats par équipes de la WWE en battant Drew McIntyre et Cody Rhodes. Le lendemain à Raw, ils perdent les titres face à Justin Gabriel et Heath Slater sous les ordres de Wade Barrett.
Le 27 décembre à Raw, Otunga annonce que Wade Barrett est remplacé au poste de leader de la Nexus par CM Punk.
Otunga participe au Royal Rumble aux côtés de la Nexus avec qui il élimine John Morrison et Mark Henry, mais se fera éliminer par John Cena. Plus tôt dans la soirée, la Nexus avait attaqué Randy Orton lors de son match face à The Miz, lui coûtant ainsi la victoire.

#### Tag Team Champion (2011)
Lors du Raw du 23 mai, lui et Michael McGillicutty remportent les Championnats par équipes de la WWE en battant le Big Show et Kane grâce à une intervention de CM Punk. À la suite du tweener turn de CM Punk, la Nexus disparaît.
Lors du Raw du 22 août, ils perdent leurs titres face à Kofi Kingston et Evan Bourne, et perdent le match revanche la semaine suivante. Après quelques matchs par équipes, l'équipe se dissout.

#### Carrière en solo (2011-2013)
Il devient ensuite l'assistant et le conseiller juridique du manager général de Raw John Laurinaitis, et apparaît chaque semaine à ses côtés avec un nouveau look, il a maintenant un nœud papillon et un pull gris, il a toujours un thermos rempli de café avec lui.
Début 2012, il participe au Royal Rumble en entrant en 27e position, mais se fait éliminer par Chris Jericho. Le 13 février, il explique à John Laurinaitis que son poste de manager général intérimaire de Raw n'est pas permanent.
Lors de WrestleMania XXVIII lui et la team Johnny gagnent contre la team Teddy, le représentant de la team victorieuse obtient le poste de manager général de Raw et de SmackDown.
Lors du pré-show de No Way Out, il perd contre Brodus Clay par décompte extérieur. Lors du SmackDown du 22 juin, il attaque Brodus Clay avec le Big Show.
Il part ensuite en tournage de The Hive et fait son retour sur le ring le 20 août en affrontant le Big Show.
Il participe au traditionnel match par équipes de Survivor Series dans l'équipe de Dolph Ziggler où il se fait éliminer par Daniel Bryan.

#### Inactivité et diverses apparitions (2013-2015)
Il participe au Royal Rumble match en entrant en 9e position, mais se fera éliminer par Sheamus. Lors de Raw du 18 mars, il perd contre Ryback.
Il a fait une apparition à WrestleMania XXX où il participe à l’Andre the Giant Memorial Battle Royal. Il est inactif depuis.

#### Hôte du pré-show de Raw puis commentateur (2015-2018)
Il fait son retour le 9 février 2015, en rejoignant le panel du pré-show de Raw.
Il est annoncé le 14 juin 2016 qu'il sera commentateur sur deux shows : WWE Superstars et WWE Main Event. Le 23 juin, il rejoint la table des commentateurs de Smackdown.

## Palmarès
- World Wrestling Entertainment
  - 2 fois WWE Tag Team Champion avec John Cena (1) et Michael McGillicutty (1)
  - Slammy Award du moment le plus choquant de l'année en 2010 pour les débuts de The Nexus

## Récompenses de magazines
- Pro Wrestling Illustrated
  - Débutant de l'année en 2010[34]

| Année | 2010 | 2011 | 2012 | 2013 |
| ----- | ---- | ---- | ---- | ---- |
| Rang  | 207  | 97   | 83   | 198  |

## Vie privée
Il est le fiancé de Jennifer Hudson avec qui il a eu un fils, David Daniel Otunga, Jr. Ils se séparent en novembre 2017.

## Filmographie

### Cinéma
- 2012 : The Hive[39].
- 2013 : The Call : Officier Jake Devans[40].

### Télévision
- 2012 : The Tonight Show with Jay Leno : Lui-même
- 2012-2013 : The Wendy Williams Show : Lui-même
- 2014 : Hôpital central : Lui-même
- 2017 : Esprits criminels : Dwayne Jerrard (saison 12, épisode 12)
- 2017 : The Haves and the Have Nots : Officier Mason (saison 4, épisode 23)
- 2022 : She-Hulk : Avocate : Derek (caméo)

### Téléréalité
David Otunga a été choisi pour être un concurrent de l'émission I Love New York 2 et il lui a été donné le surnom de Punk. Il a été éliminé au 10e épisode.